# آقاسی سارگسیان (اقتصاددان)
آقاسی جالیبکی سارگسیان (ارمنی: Աղասի Զալիբեկի Սարգսյան؛  زادهٔ ۱۱ فوریهٔ ۱۹۳۸ - درگذشته ۲۰۱۸) اقتصاددان، استاد اهل ارمنستان بود.

## زندگی‌نامه
وی در ۱۱ فوریهٔ ۱۹۳۸ در آراگاتس به دنیا آمد و از دانشگاه دولتی ایروان فارغ‌التحصیل گشت. همچنین برندهٔ جوایزی همچون نشان آنانیا شیراکاتسی (۲۰۰۰) شده است. وی در ۲۰۱۸ در سن ۸۰ سالگی درگذشت.